# Almaty ITU Eagles
Gli Almaty ITU Eagles sono la squadra di football americano dell'Università internazionale delle tecnologie dell'informazione di Almaty, in Kazakistan.

## Dettaglio stagioni

### Tornei internazionali

#### Central Asian American Football League
| Stagione | regular season | regular season | regular season | regular season | regular season | regular season | playoff | playoff | playoff | playoff | playoff | playoff      | playoff    |
|          | Vin            | Par            | Per            | Tot            | PF             | PS             | Vin     | Per     | Tot     | PF      | PS      | risultato    | avversaria |
| -------- | -------------- | -------------- | -------------- | -------------- | -------------- | -------------- | ------- | ------- | ------- | ------- | ------- | ------------ | ---------- |
| 2015     | 0              | 0              | 6              | 6              | 29             | 242            | -       | -       | -       | -       | -       | Quarto posto | -          |
| Totale   | 0              | 0              | 6              | 6              | 29             | 242            | -       | -       | -       | -       | -       |              |            |

Fonti: Enciclopedia del Football - A cura di Roberto Mezzetti